# Columbella adansoni
Columbella adansoni là một loài ốc biển, là động vật thân mềm chân bụng sống ở biển trong họ Columbellidae.

## Phân bố
Loài này phân bố ở Angola, Vịnh Guinea, Vùng đặc quyền kinh tế Azores, Cabo Verde, D. João de Castro Bank, các vùng nước châu Âu, quần đảo Macaronesian.